# قرى الزعبية
قرى الزعبية هو اسم يطلق على مجموعة قرى تقع في مرج بني عامر بجوار مدينة العفولة، عرفت بفلسطين بهذا الاسم في الحقبة العثمانية، في القرن الثامن عشر والتاسع عشر.

## التسمية
سميت باسم قرى الزعبية لأن أراضيها كانت ملكاً لعائلة الزعبي الفلسطينية التي سكنت في منطقة الناصرة.

## التاريخ
تعتبر قرى الزعبية من مجموعات قرى المشيخة والكراسي التي برزت في أواخر العهد العثماني في فلسطين، نذكر منها:
(قرى الكراسي، قرى جورة عمرة، قرى العِرقيات، قرى الكفريات، قرى الزعبية، قرى النزلات، قرى الصعبيات، قرى الشعراوية، قرى مشاريق البيتاوي، قرى الجماعينيات، قرى بني حارث، قرى بني زيد).

## عدد قرى الزعبية
ضمت قرى الزعبية عدة قرى ومدن نذكر منها: 
- طمرة الزعبية

- الطيبة الزعبية

- الناعورة

- نين

- الدحي

- كفر مصر

- سولم

في عام 2000 أُقيم المجلس الإقليمي، مجلس بستان المرج، الذي ضم قرى: سولم، نين، الدحي وكفر مصر.